# Secteur pavé de Cysoing à Bourghelles
Le secteur pavé de Cysoing à Bourghelles est un secteur pavé de la course cycliste Paris-Roubaix situé dans la commune de Cysoing avec une difficulté actuellement classée trois étoiles mais par le passé noté à quatre étoiles.
Il est composé de deux parties séparé par un virage en angle droit : le Pavé Gilbert Duclos-Lassalle long de 960 mètres et le Pavé des 4 chemins long de 375 mètres.
La premère partie rend hommage au double vainqueur de l'épreuve Gilbert Duclos-Lassalle.

## Galerie photos

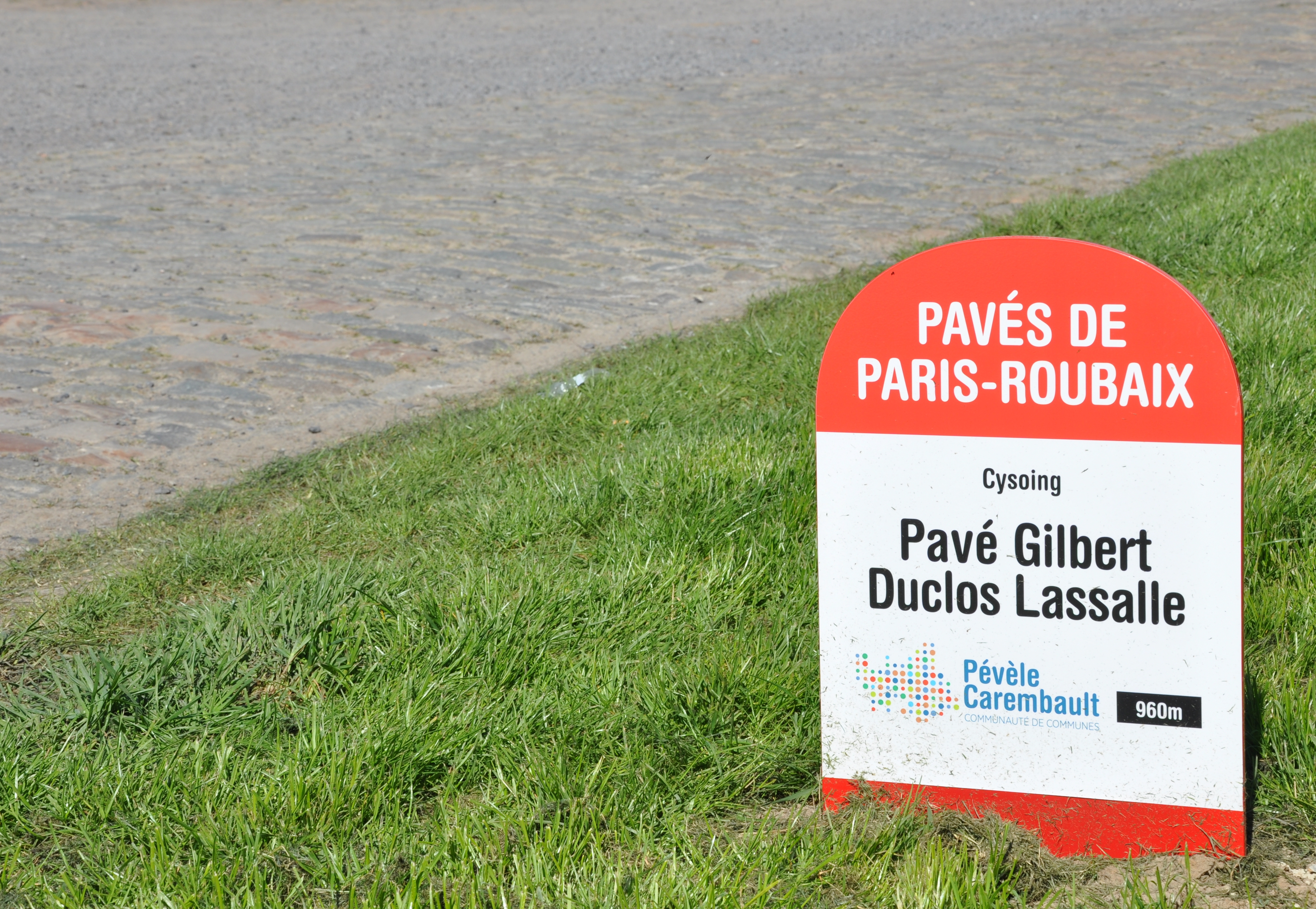
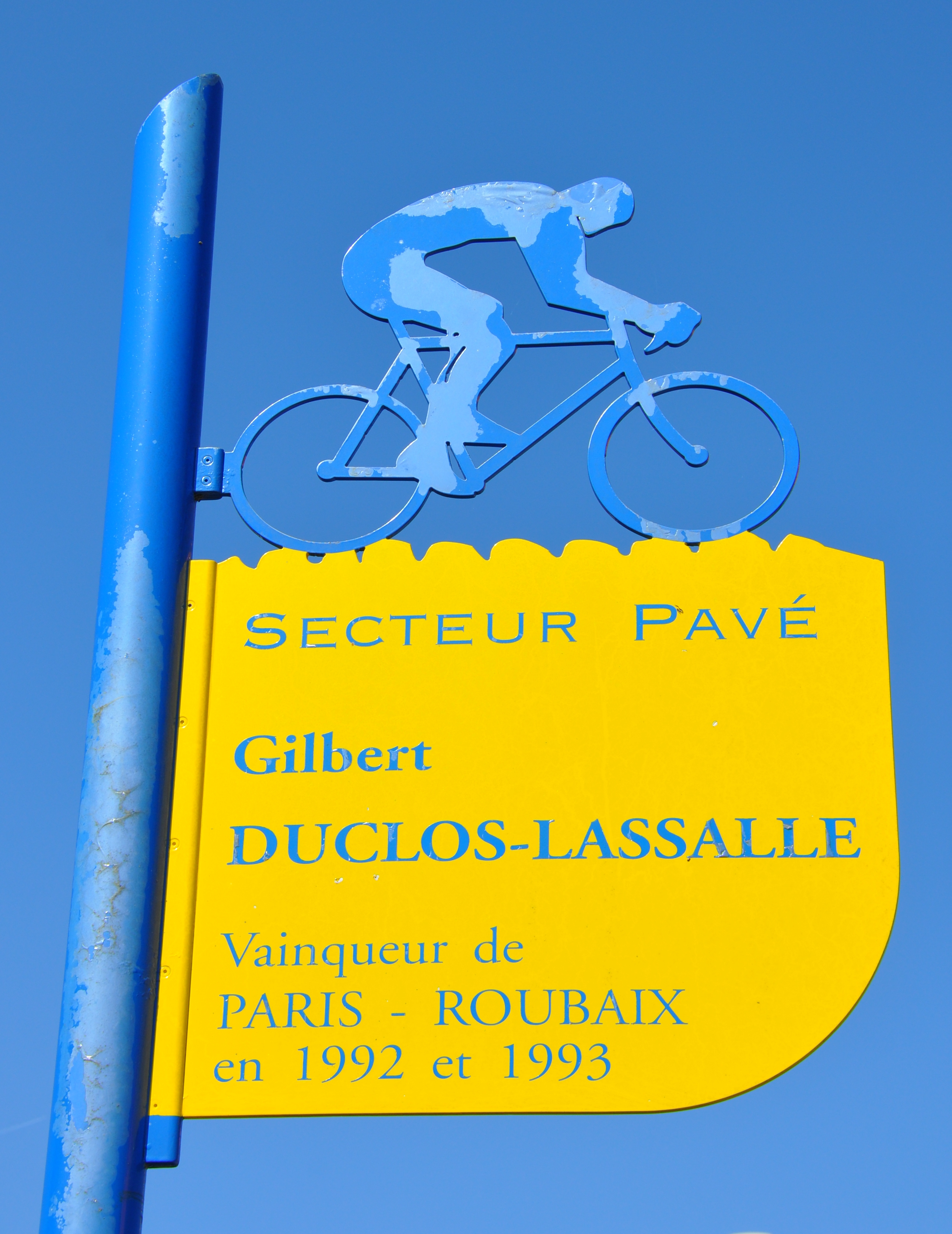
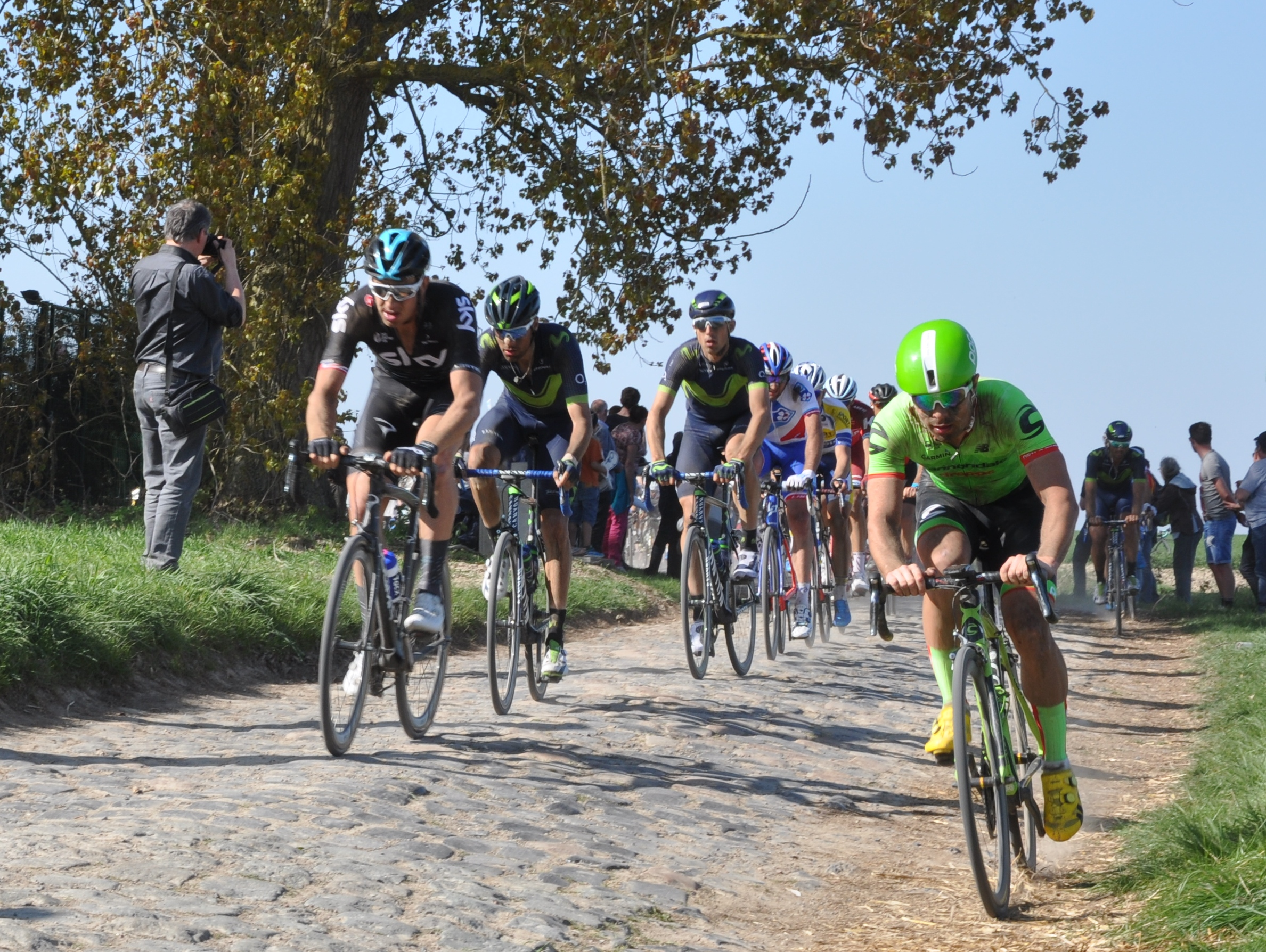

## Caractéristiques
- Longueur : 1 300 mètres
- Difficulté : 3 étoiles
- Secteur n° 7 (avant l'arrivée)